# Fumaria bracteosa
Fumaria bracteosa là một loài thực vật có hoa trong họ Anh túc. Loài này được Pomel mô tả khoa học đầu tiên năm 1875.